# Galeandra
Genre
Classification phylogénétique
Galeandra est un genre d'orchidées terrestres ou épiphytes appartenant à la sous-famille des Epidendroideae que l'on trouve en Amérique tropicale (sauf une espèce en Indochine). La moitié de ses espèces se rencontrent au Brésil, en Amazonie. Ce genre comprend trente-huit espèces. Son nom provient du latin galea (casque) et du grec ἀνήρ, génitif ἀνδρός - anêr, andros (homme, d'où étamine).

## Quelques espèces
| - Galeandra andamanensis - Galeandra angornensis - Galeandra anjoanensis - Galeandra badia - Galeandra barbata - Galeandra batemanii - Galeandra baueri (espèce type) - Galeandra beyrichii - Galeandra claesii | - Galeandra devoniana - Galeandra dives - Galeandra harveyana - Galeandra lacustris - Galeandra lagoensis - Galeandra minax - Galeandra nivalis - Galeandra stangeana (syn. Galeandra villosa; Galeandra pubicentrum) - Galeandra styllomisantha - Galeandra xerophila |

## Synonyme
- Corydandra Rchb. (1841)